# Kay Fisker

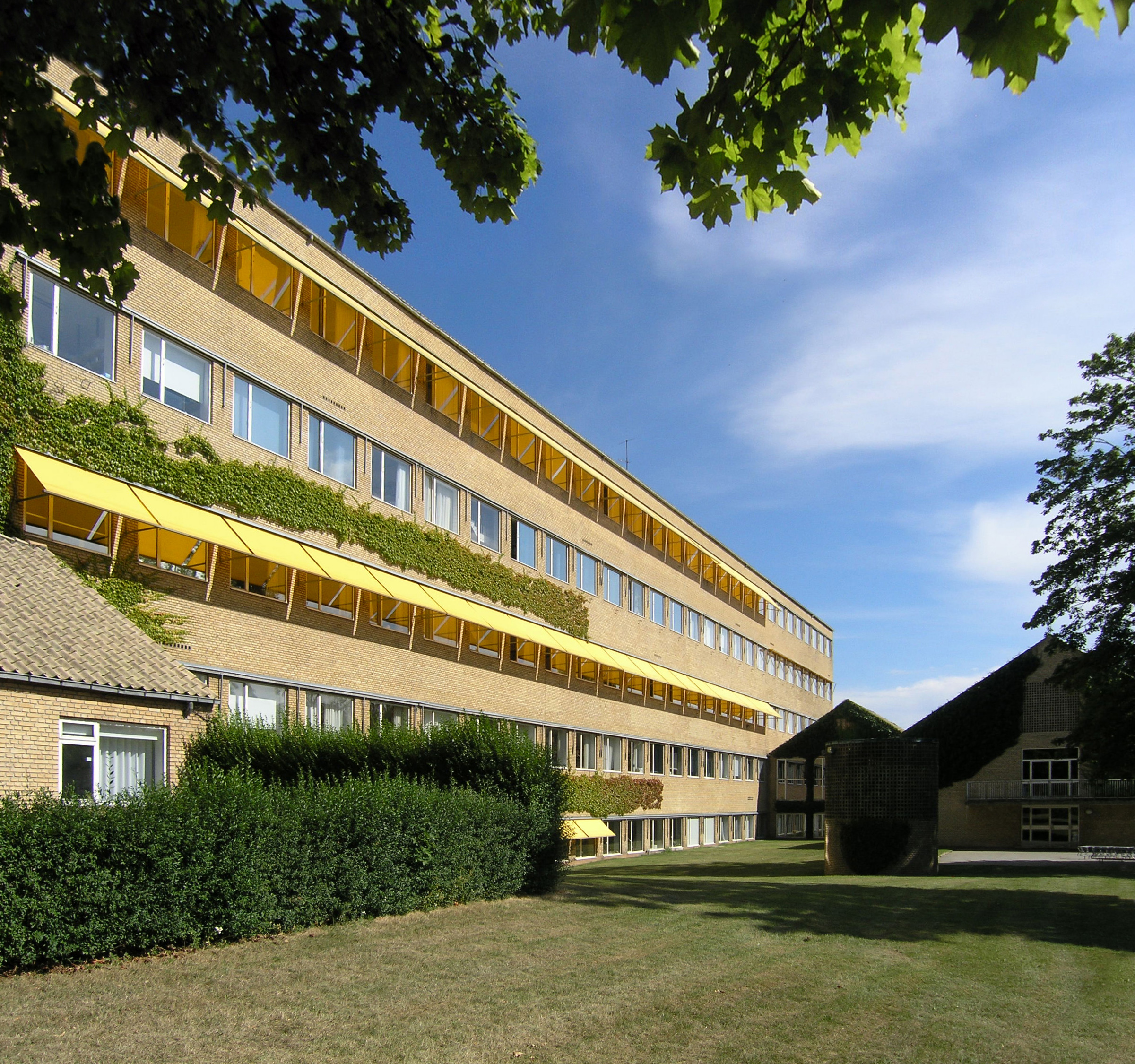
Von Fisker und C.F. Møller entworfenes Gebäude der Universität Aarhus

Kay Otto Fisker (* 14. Februar 1893 in Frederiksberg; † 21. Juni 1965 in Kopenhagen) war ein dänischer Architekt und Designer. Er zählt zu den bedeutendsten Wohnungsbauarchitekten Dänemarks und war international, aber hauptsächlich im Großraum Kopenhagen tätig.
Fisker studierte von 1909 bis 1921 an der Königlich Dänischen Kunstakademie in Kopenhagen und war anschließend als Architekt bei verschiedenen Kopenhagener Büros tätig. Er war einer der Architekten der Gebäude der Universität Aarhus. Von 1936 bis 1963 war er Professor an der Königlich Dänischen Kunstakademie. In den Jahren 1951 und 1957 war er als Gastprofessor am Massachusetts Institute of Technology tätig.
Zum Beginn seiner Tätigkeit waren Fiskers Arbeiten geprägt vom Neoklassizismus, wie ihn Carl Petersen anwendete. Mit dem Mehrfamilienhaus Bartningallee 10 nahm Fisker an der Interbau 1957 in Berlin teil (siehe Liste der Kulturdenkmale in Berlin-Hansaviertel).

## Auszeichnungen
- 1926: Eckersberg-Medaille
- 1947: C.F. Hansen Medaille
- 1964: Heinrich-Tessenow-Medaille